# Lars Renvall
Lars Renvall är en svensk poet, född 3 oktober 1957 i Västanfors, Västmanland. Bosatt i Västerås. Har givit ut diktsamlingarna Den fred som bor i oss (1985), Stenkuleplatser (1989) och Främmande dikter(2021). Har arbetat som kulturchef, litteraturkritiker och förlagslektör. Presentation av författarskapet finns i Bra Böckers Författaren själv. Dikter av Lars Renvall finns även i antologierna Röster i Västmanland och Poesin brinner. Renvall är medlem i Sveriges författarförbund. 

## Blogg
Förutom arbetet med dikter, litteraturkritik, chefskap mm har Renvall även, åtminstone från 2015, även bloggat. Han har där framförallt fokuserat på Palmemordet, men också skrivit om kultur och politik i övrigt. Bland rubrikerna på bloggen märks som exempel: 
- Tino och "the Chicago Boys" (juli 2017) - där han i kritiska ordalag och med utgångspunkt bakåt till Milton Friedman och Reaganismen beskriver Tino Sanandaji som en "konservativ och marknadsliberal nationalekonom som hyllar den fria marknadens förmåga att självständigt reglera samhällsutvecklingen."[1]

- Utländsk man övervakade Palme på mordkvällen (okt 2022) - där han inleder med att påpeka att det är flera som under mordkvällen vittnat om en man i ljus jacka eller rock i 30-årsåldern. Han framhåller också oklarheterna kring männen med walkie talkies samma kväll som statsministern togs av daga. Dessutom frågar han sig varför inte Palmeutredningen informerades om Säpos underrättelseoperation ”Cosi fan Tutte” förrän lång tid efter mordet.[2]

- Vad är Hylins syfte? (april 2018) - där han kritiserar filmaren Mikael R. Hylins dokumentärserie om Palmemordet, eller åtminstone de två första avsnitten i denna serie, där sensmoralen enligt Renvall tycks vara att Christer Pettersson egentligen var skyldig till mordet men att han friades i brist på bevis. Som Renvall ser det så är det fullkomligt säkert att Pettersson inte var Palmes baneman och han förklarar varför i detta inlägg.[3]